# زوزق
الزَّوْزَق (الاسم العلمي: Limenitis)، جنس حشرات فراشية من فصيلة الحورائيات.

## الأنواع
من أنواعه:
- زوزق وزيري